# Podatek od zysków nadzwyczajnych
Podatek od zysków nadzwyczajnych − zwiększona stawka podatkowa od nagłych, nieoczekiwanych zysków określonej firmy lub branży, często wynikających z zakłóceń geopolitycznych, wojny lub klęski żywiołowej, powodujących nietypowe skoki popytu i/lub zmniejszenie podaży (przez przerwy w dostawach).
Historycznie podatki od zysków nadzwyczajnych były nakładane jako reakcja na spekulację lub wzrost zysków niezależny od przedsiębiorstwa (niezależnie od tego czy zjawiska te występowały naprawdę). W tym drugim przypadku, ponieważ wzrost zysków nie był ani oczekiwany, ani nie był wynikiem działań przedsiębiorstwa, taki podatek nie powinien zniechęcić go do podejmowania w przyszłości działań maksymalizujących zysk (co ograniczyłoby wzrost gospodarczy.
Najbardziej znane przypadki skokowego wzrostu zysków przemysłu naftowego, które wywołały takie podatki na całym świecie, obejmują kryzys naftowy wywołany przez OPEC w latach 1970., wojny w Zatoce Perskiej oraz globalne sankcje gospodarcze nałożone na Rosję w odpowiedzi na jej inwazję na Ukrainę.

## Zjednoczone Królestwo
W Wielkiej Brytanii, w ramach budżetu na rok 1981 za rządów Margaret Thatcher, nałożono na niektóre depozyty bankowe jednorazowy podatek od nadzwyczajnych zysków. W 1997 r. rząd Tony'ego Blaira wprowadził podatek od nieoczekiwanych zysków dla sprywatyzowanych przedsiębiorstw użyteczności publicznej. W 2022 r. rząd Borisa Johnsona ogłosił podatek od nadzwyczajnych zysków firm energetycznych, aby pomóc sfinansować pakiet mający na celu zmniejszenie kryzysu kosztów życia w Wielkiej Brytanii.

## Stany Zjednoczone
W 1980 r. w Stanach Zjednoczonych uchwalono ustawę o podatku od zysków z ropy naftowej (P.L. 96-223), stanowiącą część kompromisu między administracją Cartera a Kongresem w sprawie uwolnienia cen ropy naftowej. Ustawa miała na celu odzyskanie części dochodów producentów ropy naftowej wynikających z gwałtownego wzrostu cen ropy spowodowanego embargiem OPEC na ropę. Według Congressional Research Service tytuł ustawy był mylący: „Pomimo nazwy, podatek od nieoczekiwanych zysków z ropy naftowej… nie był podatkiem od zysków. Był to podatek akcyzowy… nałożony na różnicę między ceną rynkową ropy, którą technicznie nazywano ceną usunięcia, a ustawową ceną bazową z 1979 r., która była korygowana kwartalnie o inflację i stanowe podatki od eksploatacji złóż naturalnych.”

## Skandynawia
W Szwecji energia wodna podlega podatkowi od nieruchomości, a energia jądrowa podatkowi uzależnionemu od mocy. Oba podatki zostały podniesione na początku 2008 r. ze względu na wyższe nieoczekiwane zyski. Podobnie Norwegia nałożyła od 2009 r. na elektrownie wodne podatek od dzierżawy gruntu, a Finlandia ogłosiła w 2009 r. zamiar opodatkowania energii jądrowej i wodnej od 2010 lub 2011 r.